# Migueliños (higo)
Migueliños es un cultivar de higuera de tipo higo común Ficus carica, unífera (con una sola cosecha por temporada, los higos de otoño), de higos de epidermis con color de fondo verde blanquecino con sobre color amarillo verdoso con tintes rosados, lenticelas presentes de color marrón. Se cultiva principalmente  en Galicia donde es muy popular por su dulzor, y por ser extraordinariamente productivo,  extendido en huertos y jardines privados.

## Sinonimia
- „Migueleños“ en Estados Unidos,[5][6][7][8]

## Historia
Nuestra higuera Ficus carica, procede de Oriente Medio y sus frutos formaron parte de la dieta de nuestros más lejanos antepasados. Se cree que fueron fenicios y griegos los que difundieron su cultivo por toda la cuenca del mar Mediterráneo. Es un árbol muy resistente a la sequía, muy poco exigente en suelos y en labores en general.
Los higos secos son muy apreciados desde antiguo por sus propiedades energéticas, además de ser muy agradables al paladar por su sabor dulce y por su alto contenido en fibra; son muy digestivos al ser ricos en cradina, sustancia que resulta ser un excelente tónico para personas que realizan esfuerzos físicos e intelectuales.
España se ha consolidado en los últimos años como el mayor productor de higos de la Unión Europea y el noveno a nivel mundial, según los datos de "FAOSTAT" (Estadísticas de la FAO) del 2012 que recoge un reciente estudio elaborado por investigadores del « “Centro de Investigación Finca La Orden- Valdesequera” ».
Las higueras, se encuentran presentes en muchos países del mundo, y en Galicia también. Ya lo decía Rosalía de Castro,

Mi tierra mi tierra,

tierra donde me crié,

huerta que quiero tanto,

higueras que planté.

Miña terra, miña terra,

terra donde m’eu criei,

hortiña que quero tanto,

figueiriñas que prantei.

Cuarteta de Rosalía de Castro

## Características
La higuera 'Migueliños' es una variedad unífera de tipo higo común. Árbol de mediano desarrollo, follaje denso, hojas trilobuladas espatuladas en su mayor parte. 'Migueliños' es de producción alta de higos.
Los higos 'Migueliños' son higos redondeados en forma oblata, presentando la zona del ostiolo ligeramente hundida, presentando en esta parte distal como una hondonada en el fruto; de tamaño mediano de unos 23 gramos en promedio; de epidermis elástica color de fondo verde blanquecino con sobre color amarillo verdoso con tintes rosados, lenticelas presentes de color marrón, grietas longitudinales escasas y medianas; ostiolo mediano a grande con abundantes escamas semiadheridas de color rojo, que pasan a marrón cuando maduran, presenta gota de miel en el ostiolo que protege al higo del agriado en los climas lluviosos. Cuello del higo cilíndrico de unos 7 a 9 mm con el mismo color que el resto del higo, continua con un pedúnculo del mismo grosor y parecida longitud del cuello de un color verde oscuro, presentando escamas pedunculares pequeñas de color verde con ribete marrón oscuro. Con un ºBrix (grado de azúcar) de 25 de sabor muy dulce, con firmeza media y resistente, con cavidad interna pequeña o ausente, con la carne blanca rosada, con color de la pulpa ambarino rojizo con numerosos aquenios, pequeños. De una calidad buena en su valoración organoléptica, son de un inicio de maduración desde mediados de agosto hasta principios de octubre, extraordinariamente productivo, siendo el periodo de máxima producción a mediados de septiembre, los higos se desprenden fácilmente.

## Cultivo y usos
'Migueliños', es una variedad de higo que además de su uso en alimentación humana en fresco, se utilizan en mermeladas, y tartas. También se ha cultivado en Galicia tradicionalmente para alimentación del ganado porcino.